# Сергеев, Иван Иванович (военачальник)
Иван Иванович Сергеев (27 октября 1894, Панькинский, область Войска Донского — 12 апреля 1962, Пятигорск, Ставропольский край) — советский военачальник, участник Великой Отечественной войны, Герой Советского Союза (17.11.1943). Генерал-майор танковых войск (8.09.1945).

## Биография
Иван Сергеев родился на хуторе Панькинский (ныне — Нехаевский район Волгоградской области). Из казаков. Окончил начальную школу. Трудился в родительском крестьянском хозяйстве.
В августе 1915 года Сергеев был мобилизован на службу в Русскую императорскую армию. Служил казаком в 14-й Донской запасной казачьей сотне в станице Урюпинской, затем направлен на учёбу. Окончил учебную команду 1-го пулемётного запасного полка в Ораниенбауме. С 1916 года участвовал в боях Первой мировой войны, будучи младшим унтер-офицером 13-го Донского казачьего полка на Юго-Западном фронте. Летом 1916 года в бою в Бессарабии был тяжело ранен. Вернулся в полк в марте 1917 года. Участник революционных событий на фронте в 1917 году, был избран членом полкового солдатского комитета. В ноябре 1917 года полк был снят с фронта и вернулся на Дон, а в марте 1918 года младший урядник Иван Сергеев демобилизовался.
Вернувшись в родной хутор, сразу очутился в гуще разгоравшейся Гражданской войны, которая на Дону приобрела особенно яростный накал. Уже в конце марта 1918 года Сергеев вступил в отряд Красной Гвардии «3-й революционной армии». В июне того же года зачислен в Рабоче-крестьянскую Красную Армию, в 1-й Новохоперский полк. Участвовал в боях с казачьими войсками генерала П. Н. Краснова. В бою 3 декабря 1918 года под хутором Акуловским был ранен. Пока Сергеев был в госпитале, полк потерпел жестокое поражение и был расформирован, поэтому после выздоровления его зачислили в Урюпинский отряд под командованием Седунова, который вскоре был переименован сначала во 2-й Донской сводный полк, затем в 124-й стрелковый полк 14-й стрелковой дивизии. В начале февраля 1919 года И. И. Сергеев был откомандирован в распоряжение Хопёрского окружного военного комиссара и назначен секретарем Упорниковского окружного военкомата. В июне 1919 года, когда на Дону разгорелся Вёшенский мятеж и Красная армия оставила донские казачьи земли, Сергеев ушёл в отступавшими войсками и был зачислен командиром взвода в 1-й Донской казачий революционный полк. С марта 1920 года воевал помощником начальника и начальником пулемётного эскадрона 5-го Заамурского кавалерийского полка 5-й кавалерийской дивизии имени тов. Блинова. С полком воевал на Южном фронте против войск генерала П. Н. Врангеля, участвовал в Перекопско-Чонгарской наступательной операции.
После окончания Гражданской войны служил в том же полку. В 1924 году сдал экзамен за курс нормальной военной школы при повторных курсах Северо-Кавказского военного округа в Новочеркасске, а в 1925 году окончил Кавалерийские курсы усовершенствования комсостава РККА в Ленинграде. С 1925 года — командир пулемётного эскадрона 25-го Заамурского (бывшего 5-го Заамурского) кавалерийского полка 5-й кавалерийской дивизии, с октября 1926 — командир и комиссар эскадрона, начальник штаба 26-го Белозерского кавалерийского полка в той же дивизии. Тогда же, с марта по май 1927 года, окончил пулемётные курсы при Научно-испытательном и ружейном полигоне, с июня по август 1928 — курсы мобилизационных работников при штабе Украинского военного округа.
В июне 1930 года откомандирован в 4-го управления Штаба РККА и по его линии направлен в правительственную командировку в Монголию, где по 20 марта 1933 года был инструктором в Монгольской народно-революционной армии. По возвращении в СССР с мая 1933 года служил руководителем тактики в Северо-Кавказской горских национальностей кавалерийской школе (Краснодар), а в сентябре 1933 года сам направлен учиться.
В июне 1934 года окончил Кавалерийские курсы усовершенствования комсостава РККА в Новочеркасске. С июня 1934 года — командир разведывательного батальона 53-й стрелковой дивизии. С июля 1938 года — командир 9-го отдельного учебного автомобильного батальона Приволжского военного округа (Уральск). С октября 1938 по апрель 1939 года проходил переподготовку на курсах усовершенствования высшего комсостава при Академии Генерального штаба РККА.
В июне 1939 года направлен в зону боёв на Халхин-Голе, где командовал сформированным им же 455-м отдельным автотранспортным батальоном. С марта 1940 года исполнял должность помощника командира по строевой части 8-й мотобронебригады 17-й армии Забайкальского военного округа (бригада находилась в Монголии). В марте 1941 года был назначен командиром 115-го танкового полка 57-й танковой дивизии там же. 5 июня 1941 года его полк получил приказ на передислокацию в Киевский особый военный округ, в город Проскуров. Начало Великой Отечественной войны застало полк в эшелонах. До места назначения он не добрался, в пути был срочно перенаправлен на Западный фронт.
Участник Великой Отечественной войны с 26 июня 1941 года — в этот день полк выгрузился из эшелонов на станции Орша. Однако командование использовало полк крайне неудачно — часть его подразделений передали 1-й Московской Пролетарской стрелковой дивизии, а остальные — 74-й стрелковой дивизии. Так он участвовал в Витебском сражении и в Смоленском сражении. В бою 22 июля 1941 года у села Выдра был ранен. В боях проявил личную храбрость, за что 22 июля 1941 года в числе первых в войне был награждён орденом Красного Знамени.
С начала октября 1941 года — командир 146-й танковой бригады на Резервном фронте. В начале немецкого генерального наступления на Москву (операция Тайфун) бригада оказалась в Вяземском котле. Основную часть личного состава Сергееву удалось вывести из окружения, но все танки были потеряны. Наспех пополнив бригаду спешно собранной «разномастной» техникой, в конце октября её передали в 16-ю армию генерала К. К. Рокоссовского Западного фронта, в которой бригада участвовала в битве за Москву, обороняясь на истринском направлении.
В марте 1942 года И. И. Сергеев был назначен командиром 88-й танковой бригады, которая начала формироваться в Сталинграде. В конце мая бригаду включили в состав 13-го танкового корпуса, с которым в июне 1942 года на Юго-Западном фронте она участвовала в контрударе по наступавшей у Волчанска группировке войск противника. Затем бригада в составе 21-й армии принимала участие в Воронежско-Ворошиловградской оборонительной операции, понесла большие потери. С июля 1942 года бригада была на переформировании в Приволжском военном округе, в начале января 1943 года прибыла на Воронежский фронт. Там она участвовала в Острогожско-Россошанской наступательной, Харьковской наступательной и Харьковской оборонительной операциях. В ходе последней полковник И. Сергеев уже в третий раз был вынужден вести тяжёлые бои в окружении, но вновь сумел сохранить основную часть личного состава своей части и вырваться к своим.
В мае 1943 пополненная бригада передана в 3-ю гвардейскую танковую армию, с ней вела боевые действия на Брянском и Центральном фронтах, отличившись в Орловской наступательной операции. За успешное выполнение заданий командования в боях с немецко-фашистскими захватчиками, проявленные личным составом доблесть и мужество приказом наркома обороны СССР от 27 июля 1943 года бригаде было присвоено гвардейское звание и она была преобразована в 54-ю гвардейскую танковую бригаду.
Командир 54-й гвардейской танковой бригады 7-го гвардейского танкового корпуса 3-й гвардейской танковой армии Воронежского фронта гвардии полковник Иван Сергеев особенно отличился в битве за Днепр. 22 сентября 1943 года бригада Сергеева с ходу одной из первых успешно переправилась через Днепр в районе села Трахтемиров Каневского района Черкасской области Украинской ССР, после чего удерживала плацдарм на его западном берегу, отражая многочисленные немецкие контратаки. В бою 14 октября 1943 года на плацдарме полковник Сергеев получил тяжёлое ранение и лишился ноги.
Указом Президиума Верховного Совета СССР от 17 ноября 1943 года за «мужество и героизм, проявленные в борьбе с немецкими захватчиками», гвардии полковнику Ивану Ивановичу Сергееву был присвоено звание Героя Советского Союза с вручением ордена Ленина и медали «Золотая Звезда».
После длительного лечения в госпитале И. Сергеев настоял на своём возвращении в строй. 31 декабря 1944 года он был назначен командиром 111-й танковой дивизии на Забайкальском фронте.
Участвовал в советско-японской войне, когда дивизию передали в состав 6-й гвардейской танковой армии. Принимал участие в Маньчжурской наступательной операции.
После войны ещё год командовал этой дивизией, которая вошла в состав Забайкальско-Амурского военного округа и была размещена на территории Монголии. С сентября 1946 года — начальник 1-го Саратовского танкового училища. В январе 1949 года генерал-майор танковых войск И. И. Сергеев уволен в отставку.
Проживал в Пятигорске. Умер 12 апреля 1962 года.
В честь И. И. Сергеева названы улица в Пятигорске и в станице Упорниковской.

## Награды
- Герой Советского Союза (17.11.1943)
- Два ордена Ленина (17.11.1943, 21.02.1945)
- Три ордена Красного Знамени (22.07.1941, 4.08.1943, 3.11.1944)
- Два ордена Суворова 2-й степени (31.03.1943, 09.1945)
- Медали СССР
- Орден Красного Знамени (Монголия, 1939)[2]

## Воинские звания
- майор (1940)
- подполковник (27.06.1941)
- полковник (01.06.1943)
- генерал-майор танковых войск (8.09.1945)[5]